# Hans Christian Andersenprijs
De Hans Christian Andersenprijs voor schrijvers is de belangrijkste (internationale) prijs op het gebied van kinderboeken. De prijs wordt uitgereikt door het International Board on Books for Young People aan een auteur en illustrator die met hun volledige oeuvre een wezenlijke en blijvende bijdrage hebben geleverd aan de kinderliteratuur. De prijs is vernoemd naar de Deense schrijver Hans Christian Andersen.

## Uitreiking
De oeuvreprijs wordt iedere twee jaar uitgereikt tijdens het IBBY-congres. De prijs kent twee categorieën: een voor schrijvers, en een voor illustrators. De auteursprijs wordt sinds 1956 uitgereikt en de illustratorsprijs sinds 1966. De prijs bestaat uit een Hans Christian Andersen Medaille (een gouden medaille met de buste van Andersen) en een oorkonde.

## Nominaties
Nominaties voor de prijs worden gedaan door de nationale afdelingen van IBBY. De winnaars worden geselecteerd door een internationale jury van specialisten in kinderliteratuur. 
Sinds 2018 stelt de jury daarnaast een lijst samen van titels van andere genomineerden voor de prijzen, die volgens de jury een wereldwijde vertaling verdienen, zodat kinderen overal ter wereld ervan kunnen genieten. Op de lijst van 2018 stond O monster eet me niet op!, geïllustreerd door de Belgische illustrator Carll Cneut. Op de lijst van 2020 stond de Nederlandse schrijver Toon Tellegen, met Mijn vader.

## Gelauwerden

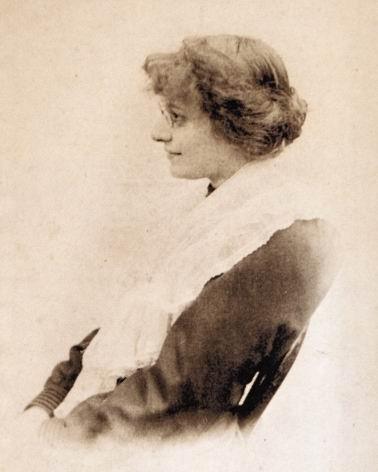
Eleanor Farjeon, de eerste winnaar van de prijs.

Er wordt zowel een prijs uitgereikt voor geschreven boeken als voor illustratie. Hieronder een onvolledige lijst van ontvangers van de prijs.
- 1956:  Eleanor Farjeon
- 1958:  Astrid Lindgren
- 1960:  Erich Kästner
- 1962:  Meindert DeJong
- 1964:  René Guillot
- 1966:  Tove Jansson
- 1968:  James Krüss en  José Maria Sanchez-Silva
- 1970:  Gianni Rodari,
- 1970: Maurice Sendak
- 1972:  Scott O'Dell
- 1974:  Maria Gripe
- 1976:  Cecil Bödker
- 1978:  Paula Fox
- 1980:  Bohumil Riha
- 1982:  Lygia Bojunga Nunes
- 1984:  Christine Nöstlinger
- 1986:  Patricia Wrightson
- 1988:  Annie M.G. Schmidt
- 1990:  Tormod Haugen
- 1992:  Virginia Hamilton
- 1994:  Michio Mado
- 1996:  Uri Orlev
- 1998:  Katherine Paterson
- 2000:  Ana Maria Machado en  Anthony Browne (illustraties)
- 2002:  Aidan Chambers
- 2004:  Martin Waddell
- 2006:  Margaret Mahy
- 2008:  Jürg Schubiger
- 2010:  David Almond
- 2012:  Maria Teresa Andruetto
- 2014:  Nahoko Uehashi
- 2016:  Cao Wenxuan
- 2018:  Eiko Kadono
- 2020:  Jacqueline Woodson
- 2022:  Marie-Aude Murail
- 2024:  Heinz Janisch

- Gemeinsame Normdatei: 4280509-0
- Library of Congress Control Number: sh85058765
- Nationale Bibliotheek van Tsjechië: ph683981
- Nationale Bibliotheek van Israël: 987007548371705171